# Henri Calvet
Pour les articles homonymes, voir Calvet.

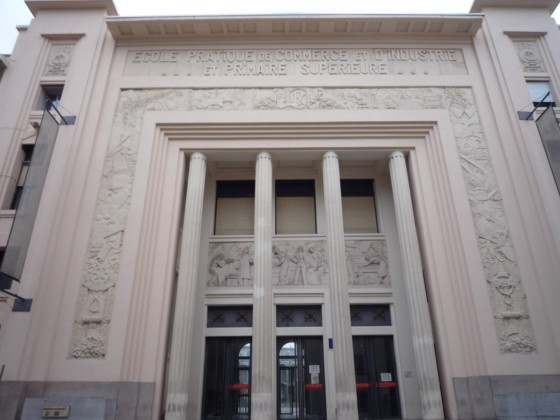
Bas reliefs du porche de l'entrée principale du Lycée technologique régional Dhuoda de Nîmes par Henri Calvet

Henri Calvet, né à Mèze le 21 juin 1877 et mort à Marseille le 8 décembre 1948, est un peintre et sculpteur français. 

## Biographie
Marie Louis Pierre Henri Calvet naît à Mèze le 21 juin 1877.
Elève d'Alexandre Falguière, Antonin Mercié et Théophile Barrau aux Beaux-Arts de Paris, statuaire, il expose au Salon des artistes français dès 1894 et y obtient une médaille de bronze en 1923. On lui doit de nombreux bustes et médaillons qui sont conservés, entre autres, au musée de la manufacture des Gobelins. 
Le musée des beaux-arts de Nîmes possède les toiles Pêcheur d'écrevisses et Souffleur de verre ainsi que des bas-reliefs.
Henri Calvet meurt à Marseille le 8 décembre 1948

## Œuvres dans les collections publiques
- Étaples, musée Quentovic d'Étaples :  Le Flot et maisons dans la nuit, huile sur toile[3].